# Rieux (Oise)
Rieux é uma comuna francesa na região administrativa de Altos da França, no departamento de Oise. Estende-se por uma área de 2.33 km². Em 2010 a comuna tinha 1 577 habitantes (densidade: 676,8 hab./km²).